# Башяров, Гаяз Мубинович
Гаяз Мубинович Башяров (род. 8 апреля 1975) — российский дзюдоист, чемпион России среди молодёжи 1997 года, призёр чемпионатов России, воспитанник спортивного клуба «Шаболовка» (Москва). Выступал в полутяжёлой (до 100 кг) и абсолютной весовых категориях. В 1997 году в Майкопе стал чемпионом страны среди молодёжи и серебряным призёром открытого чемпионата Эстонии. В 1998 году в Кстово стал серебряным призёром чемпионата страны в полутяжёлом весе, и бронзовым призёром — в абсолютном. На следующий год там же завоевал бронзу чемпионата страны в абсолютной категории.

## Спортивные результаты
- Первенство России по дзюдо среди молодёжи 1997 года — ;
- Открытый чемпионат Эстонии по дзюдо 1997 года — ;
- Чемпионат России по дзюдо 1998 года —  (до 100 кг);
- Чемпионат России по дзюдо 1998 года —  (абсолютная категория);
- Чемпионат России по дзюдо 1999 года —  (абсолютная категория);